# Sjef van Gennip
J. J. H. M. (Sjef) van Gennip (Meerssen, 11 augustus 1951) is een Nederlands bestuurder. Hij was van september 2004 tot juni 2018 voorzitter van de raad van bestuur van Reclassering Nederland.
Na een beroepsopleiding in de sociale sector studeerde Van Gennip Nederlands Recht en bestuurskunde. Hij is zowel uitvoerend als beleidsmatig werkzaam geweest op het terrein van Justitie. Vervolgens was hij vanaf 1995 negen jaar directeur van de MOgroep, de werkgeversvereniging voor welzijn, maatschappelijke dienstverlening, jeugdhulpverlening en kinderopvang. Op 1 september 2004 trad Van Gennip aan als directeur van Reclassering Nederland.
Van Gennip besloot in december 2006 een extern onderzoek, onder leiding van Dato Steenhuis, oud lid van het College van procureurs-generaal, te laten instellen naar het functioneren van zijn organisatie. Dit naar aanleiding van de moord op Jesse Dingemans op 1 december 2006. In januari 2007 besloot hij op basis van de resultaten van dit onderzoek om twee medewerkers van zijn organisatie te ontslaan, omdat zij gefaald hadden bij het toezicht op Julien Constancia, de moordenaar van Jesse Dingemans.
Van Gennip streefde naar een nauwe samenwerking met de reclassering in het Caribisch deel van het Koninkrijk der Nederlanden om daarmee tegelijkertijd de problemen in Nederland met Antillianen te verkleinen.
Op 20 januari 2020 trad Van Gennip bij instituut ProDemos aan als waarnemend directeur.